# Frédéric Sinistra
Frédéric Sinistra (Seraing, 13 januari 1981 – Havelange, 15 december 2021) was een Belgisch kickbokser.

## Levensloop
Sinistra groeide op in een groot gezin met Italiaanse roots te Luik. Omstreeks zijn 16e werd hij actief in het kickboksen.
Hij werd viermaal Belgisch kampioen en even vaak Europees kampioen. Daarnaast werd hij driemaal wereldkampioen K-1. In november 2010 behaalde hij de WFCA-titel tegen de Duitser Stefan Leko bij de superzwaargewichten en in mei 2019 behaalde hij de ISKA-titel tegen de Spanjaard Antonio Rubio.
Eind november 2021 werd Sinistra opgenomen in het Luikse ziekenhuis CHU met symptomen van een coronabesmetting waarbij zijn longen waren aangetast. Enkele dagen later werd hij – op eigen initiatief – ontslagen uit het ziekenhuis. Hoewel zijn overlijden door de media aan Covid-19 werd gelinkt, werd dit door zijn echtgenote ontkend.